# Susi Pudjiastuti
Susi Pudjiastuti (Pangandaran, 15 januari 1965) is een Indonesische zakenvrouw en politicus. Van 2014 tot 2019 was ze minister van Maritieme Zaken en Visserij in het Werkkabinet. Ze is de eigenaar van het bedrijf PT ASI Pudjiastuti Marine Product dat handelt in vis en zeevruchten, en van PT ASI Pudjiastuti Aviation, dat onder de naam Susi Air als luchtvaartmaatschappij actief is.
Op 16 september 2016 kreeg Susi van het World Wide Fund for Nature de "Leaders for a Living Planet Award". Dit vanwege haar inzet als minister voor de duurzame ontwikkeling van de Indonesische visserijsector, en vanwege haar harde lijn tegen illegale visserij in Indonesische wateren. Ondanks haar successen werd Susi, tot verrassing van velen, niet opgenomen in het tweede kabinet van president Joko Widodo vanaf 2019. In 2019 werd ze opgevolgd door Edhy Prabowo.